# Pizzoferrato
Pizzoferrato – miejscowość i gmina we Włoszech, w regionie Abruzja, w prowincji Chieti.
Według danych na rok 2004 gminę zamieszkiwało 1189 osób, 39,6 os./km².